# Berlin Observer
Der Berlin Observer war eine englischsprachige Truppenzeitung, die als Wochenzeitung für die in Berlin stationierten amerikanischen Truppen (der Berlin Brigade) und deren Angehörigen von der U.S. Army veröffentlicht wurde. Die erste Ausgabe erschien am 28. Juli 1945 (zunächst unter dem Namen The Grooper), die letzte Ausgabe erschien mit dem Abzug der amerikanischen Truppen aus Berlin am 15. Juli 1994.
Die Zeitung enthielt Berichte über den Alltag der amerikanischen Community in Berlin, Nachrichten aus den verschiedenen Truppenteilen, Standortinformationen, Hinweise auf Veranstaltungen sowohl innerhalb der Community als auch in der Stadt, Sportberichte sowie das Fernsehprogramm des American Forces Network und des British Forces Broadcasting Service.
In ähnlicher Weise wurde von den Franzosen seit 1964 die halb-monatlich erschienene La Gazette de Berlin vom Service de Presse et d’Information herausgegeben und im britischen Sektor von 1946 bis 1994 die Wochenzeitung Berlin Bulletin.